# Lamprops carinatus
Lamprops carinatus is een zeekommasoort uit de familie van de Lampropidae. De wetenschappelijke naam van de soort is voor het eerst geldig gepubliceerd in 1930 door Hart.